# 歐裔土耳其人
歐裔土耳其人是帶有歐洲血統的土耳其人，在奧斯曼帝國征服歐洲的過程中，一些歐洲人（主要來自希臘和巴爾幹地區）加入伊斯蘭教並留了下來，他們的後代在土耳其生活至今。其中最著名的是土耳其共產主義作家納澤姆·希克梅特的祖父穆罕默德·阿里元帥（原名路德維希·卡爾·弗里德里希·底特律）。
在1923年希臘土耳其人口互換中，一些希臘裔穆斯林被送往土耳其定居。
在1989年西斯拉夫和南斯拉夫的動盪中，一些波馬克人和波什尼亞克人順道定居在土耳其。
現今，歐裔土耳其人約佔土耳其總人口的20%～30%，他們絕大多數是穆斯林。